# Aleksander Pragłowski
Aleksander Pragłowski, poljski general, * 10. februar 1895, Paszowa, Poljska, † 15. marec 1974, London, Združeno kraljestvo.

## Napredovanja
- podporočnik 1914)
- poročnik (1916)
- rittmeister (1920)
- major (1924)
- podpolkovnik (1928)
- polkovnik (1930)
- Brigadni general (1964) (v Londonu)